# Achthal (Teisendorf)
Achthal ist ein Gemeindeteil des Marktes Teisendorf im oberbayerischen Landkreis Berchtesgadener Land. 

## Geographie
Das Dorf Achthal liegt auf der Gemarkung Neukirchen am Teisenberg im Tal der Oberteisendorfer Ache. 
Im Ort befindet sich die Kapelle Maria Schnee und das Bergbaumuseum Achthal, das die Eisengewinnung am Teisenberg zum Thema hat. Der Bergbau währte von 1537 bis 1924 und erreichte eine Tiefe von 150 m. Westlich des Orts diente der Maximilian II. Erbstollen der Wasserhaltung.
Bis zur Gemeindeauflösung im Jahr 1978 war Achthal der zweitgrößte Gemeindeteil von Neukirchen am Teisenberg.